# North Salt Lake
North Salt Lake är en stad i Davis County, Utah, USA. Den ligger cirka 10 km norr om Salt Lake City.